# Chiesa di Santa Maria del Colle
La chiesa di Santa Maria del Colle, nota anche come chiesa della Madonna di Loreto, è un edificio religioso sito in contrada Colle a Prezza, in provincia dell'Aquila.

## Storia
Una data sull'architrave testimonia che la chiesa è stata costruita nel 1324. Resistette ai terremoti del 1456 e del 1506. Nel 1558 si eseguirono alcune ristrutturazioni. Prima della sua riapertura al culto, avvenuto nel 1990, è stato necessario intervenire con due restauri conservativi.

## Architettura

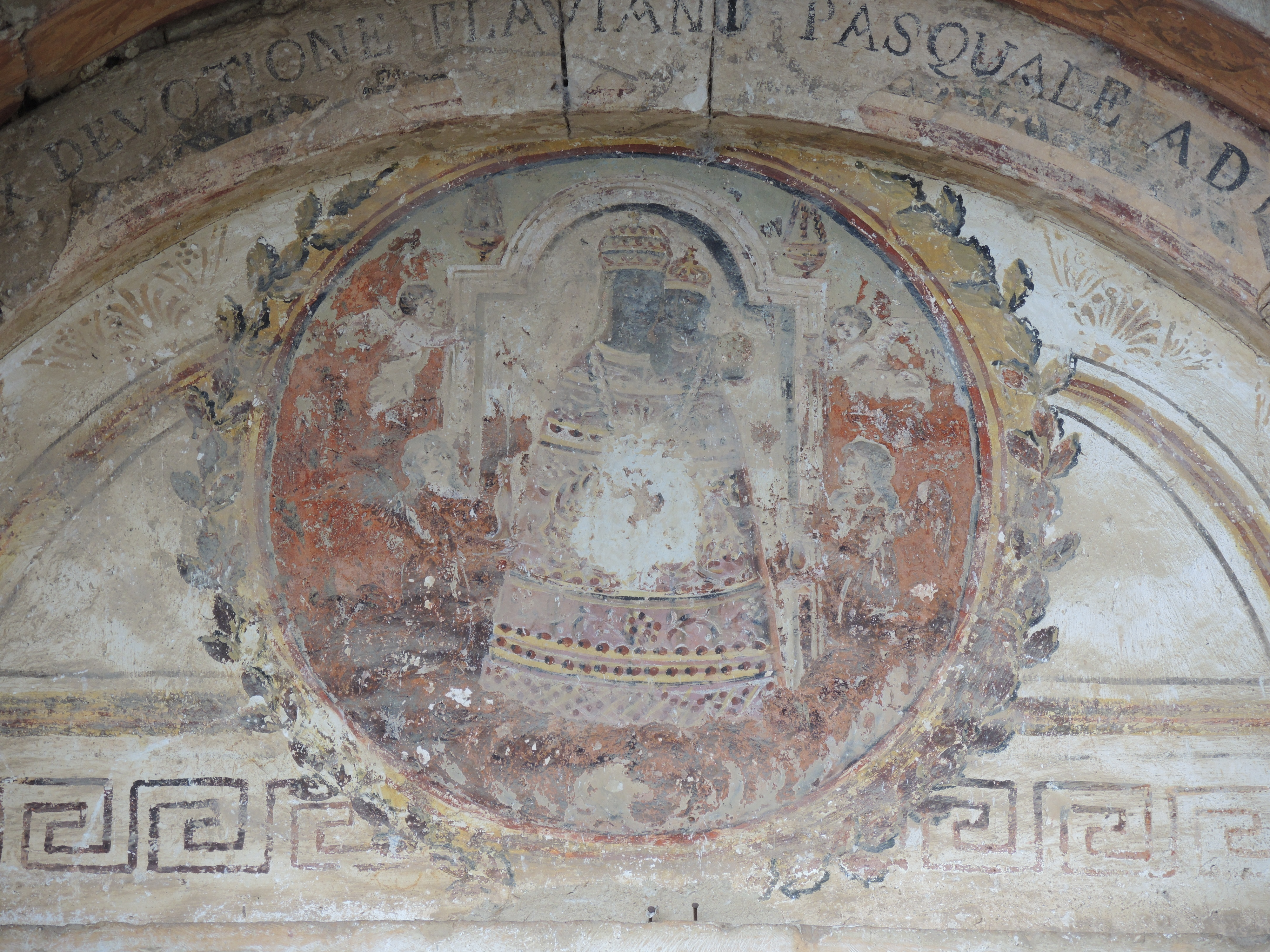
Immagine del portale

La chiesa è in stile romanico-rurale, dotata di un portale gotico-romanico con un protiro avente un arco a sesto acuto. L'arco del portale invece è a tutto sesto. Ai suoi lati sono presenti due colonnine che sorreggono dei capitelli leggermente dissimili, con raffigurazioni di palmette. Nei pressi è presente una lapide romana con un'iscrizione rovesciata. Al di sopra del protiro troviamo una celletta campanaria ad una singola campana. La lapide e i capitelli testimoniano il riciclo di materiali da una costruzione preesistente eretta prima dell'anno 1000. Sopra il portale è presente una lunetta con un dipinto della Madonna di Loreto di epoca successiva, ma parzialmente sbiadito. Il soffitto è costituito da una volta a botte ad una navata unica.